# Bree Wee
Bree Wee (* 17. Dezember 1979 als Bree Myers in Hawaii) ist eine ehemalige US-amerikanische Triathletin. Sie ist mehrfache Ironman- und Ironman 70.3-Siegerin (2011–2017).

## Werdegang
Bree Wee wuchs mit ihren zwei Brüdern und sechs Schwestern in Florida auf.

2003 zog die Lehrerin nach Kona und startete im September bei ihrem ersten Triathlon. Sie wurde trainiert von Paul Regensburg.

### Siegerin Ironman 2012
Im August 2012 gewann sie auf der Langdistanz den Ironman Louisville (3,86 km Schwimmen, 180,2 km Radfahren und 42,195 km Laufen). 2014 konnte sie sich zum vierten Mal für einen Startplatz beim Ironman Hawaii qualifizieren, wo sie den 16. Rang belegte.
Im Oktober startete die 37-Jährige im Peacock Challenge bei ihrem ersten Ultramarathon (ca. 88,5 km) und konnte auch diese Rennen gewinnen. Im Dezember belegte sie eine Woche vor ihrem 38. Geburtstag den 14. Rang im Honolulu-Marathon.
Im Juni 2021 konnte sie zum dritten Mal nach 2011 und 2017 den Ironman 70.3 Hawaii für sich entscheiden. Seit 2021 tritt Bree Wee nicht mehr international in Erscheinung.
Sie lebt mit ihrem Mann  und ihrem Sohn  in Kona.

## Sportliche Erfolge
| Datum/Jahr    | Rang | Wettbewerb                               | Austragungsort   | Zeit     | Bemerkung                                                             |
| ------------- | ---- | ---------------------------------------- | ---------------- | -------- | --------------------------------------------------------------------- |
| 5. Juni 2021  | 1    | Ironman 70.3 Hawaii                      | Hawaii           | 05:06:01 |                                                                       |
| 3. Juni 2017  | 1    | Ironman 70.3 Hawaii                      | Hawaii           | 04:58:52 |                                                                       |
| 7. Juni 2015  | 3    | Ironman 70.3 Tokoname                    | Tokoname         |          |                                                                       |
| 31. Mai 2014  | 2    | Ironman 70.3 Hawaii                      | Hawaii           | 04:33:20 |                                                                       |
| 23. Sep. 2012 | 4    | Ironman 70.3 Cozumel                     | Cozumel          | 04:25:22 | bei der Erstaustragung                                                |
| 5. Aug. 2012  | 2    | Ironman 70.3 Philippines                 | Camarines Sur    | 04:27:24 | Zweite in Cebu City                                                   |
| 2. Juni 2012  | 4    | Ironman 70.3 Hawaii                      | Hawaii           | 04:32:45 |                                                                       |
| 13. Aug. 2011 | 3    | Ironman 70.3 Philippines                 | Camarines Sur    | 04:35:16 |                                                                       |
| 5. Juni 2011  | 1    | Ironman 70.3 Hawaii                      | Hawaii           | 04:42:32 | [ 4 ]                                                                 |
| 19. März 2011 | 9    | Ironman 70.3 San Juan                    | San Juan         | 04:33:23 | [ 5 ]                                                                 |
| 5. Juni 2010  | 2    | Ironman 70.3 Hawaii                      | Hawaii           | 04:40:13 |                                                                       |
| 3. Mai 2009   | 7    | Ironman 70.3 St. Croix                   | Saint Croix      | 04:46:24 |                                                                       |
| 26. Apr. 2009 | 8    | St. Anthony’s Triathlon                  | Saint Petersburg | 02:04:00 | 1,5 km Schwimmen, 40 km Radfahren und 10 km Laufen                    |
| 29. März 2009 | 2    | Lavaman Triathlon                        | Waikoloa         | 02:06:48 | auf Hawaii                                                            |
| 11. Aug. 2008 | 3    | Subaru Vancouver International Triathlon | Vancouver        | 04:40:14 |                                                                       |
| 18. Mai 2008  | 1    | ITU Triathlon                            | Honolulu         |          |                                                                       |
| 2008          | 1    | Lavaman Triathlon                        | Waikoloa         |          | Sieg über die olympische Distanz                                      |
| 2007          | 3    | Ironman 70.3 Hawaii                      | Hawaii           | 04:47:08 |                                                                       |
| 2007          | 4    | Lavaman Triathlon                        | Waikoloa         |          |                                                                       |
| 17. Juli 2005 | 1    | Tinman Triathlon                         | Honolulu         | 01:57:08 | Neben Chris Lieto bei den Männern gewinnt Bree Wee die Frauenwertung. |

| Datum/Jahr    | Rang | Wettbewerb                | Austragungsort | Zeit                                             | Bemerkung                                                                                 |
| ------------- | ---- | ------------------------- | -------------- | ------------------------------------------------ | ----------------------------------------------------------------------------------------- |
| 14. Mai 2016  | 14   | Ironman Texas             | The Woodlands  | 09:10:38                                         | Austragung des Rennens auf verkürztem Radkurs (94 statt 112 Meilen)                       |
| 27. Sep. 2015 | 5    | Ironman Chattanooga       | Chattanooga    | 09:19:41                                         |                                                                                           |
| 23. Aug. 2015 | 2    | Ironman Japan             | Hokkaidō       | 10:33:59                                         |                                                                                           |
| 22. März 2015 | 10   | Ironman Melbourne         | Melbourne      | 09:21:56                                         |                                                                                           |
| 11. Okt. 2014 | 16   | Ironman Hawaii            | Hawaii         | 09:34:37                                         | Ironman World Championships                                                               |
| 27. Juli 2014 | 1    | Ironman Canada            | Penticton      | 09:46:58                                         |                                                                                           |
| 17. Mai 2014  | 4    | Ironman Texas             | The Woodlands  | 09:14:27                                         | persönliche Ironman-Bestzeit                                                              |
| 1. März 2014  | 4    | Ironman New Zealand       | Taupō          | 09:39:15                                         |                                                                                           |
| 9. Dez. 2012  | 4    | Ironman Western Australia | Busselton      | 09:24:40                                         |                                                                                           |
| 26. Aug. 2012 | 1    | Ironman Louisville        | Louisville     | 09:36:27                                         |                                                                                           |
| 5. Nov. 2011  | 6    | Ironman Florida           | Panama City    | 09:34:41                                         | schnellste Schwimmerin mit 54:57 Minuten                                                  |
| 9. Okt. 2010  | 22   | Ironman Hawaii            | Hawaii         | 09:52:23                                         | Ironman World Championship                                                                |
| 29. Aug. 2010 | 3    | Ironman Louisville        | Louisville     | 09:50:35                                         | [ 8 ]                                                                                     |
| 25. Apr. 2010 | 8    | Ironman South Africa      | Port Elizabeth | 09:49:19                                         |                                                                                           |
| 29. Nov. 2009 | 5    | Ironman Mexico            | Cozumel        | 09:45:24                                         | ihr siebenter Ironman.                                                                    |
| 10. Okt. 2009 | 18   | Ironman Hawaii            | Hawaii         | 09:57:49                                         |                                                                                           |
| 1. Nov. 2008  | 4    | Ironman Florida           | 09:26:46       | vierter Rang hinter der Siegerin Bella Comerford |                                                                                           |
| 31. Aug. 2008 |      | Ironman Louisville        | Louisville     | 10:48:25                                         |                                                                                           |
| 2008          | 2    | Ironman Japan             | Gotō-Inseln    | 09:37:12                                         |                                                                                           |
| 2007          | 13   | Ironman Hawaii            | Hawaii         | 09:47:40                                         | Bree Wee unterbot Kate Majors Rekord für Amateure und wurde Siegerin in der Gruppe 25-29. |

| Datum/Jahr    | Rang | Wettbewerb        | Austragungsort | Zeit     | Bemerkung     |
| ------------- | ---- | ----------------- | -------------- | -------- | ------------- |
| 10. Dez. 2017 | 14   | Honolulu-Marathon | Honolulu       | 02:59:18 | Zweite W35-39 |

(DNF – Did Not Finish)